# 2004年欧州議会議員選挙 (チェコ)
2004年欧州議会議員選挙（2004ねん おうしゅうぎかいぎいんせんきょ）は、ヨーロッパ連合（EU）の議会である欧州議会を構成する欧州議会議員を全面改選するために行われた2004年6月に施行された選挙である。本稿ではEU加盟国であるチェコ共和国における欧州議会議員選挙について取り上げる。

## 概要
5月にEUに加盟を果たしたばかりのチェコ共和国にとって初の欧州議会議員を選出するための選挙で、6月11日と12日の2日間にかけて行われた。しかし、選挙への関心は低く、投票率は28%と3割を下回る結果となった。

### 制度
選出議席数：24議席
- 選挙権：18歳以上のチェコ市民と、45日以上チェコの住民証を所持するEU加盟国市民
- 被選挙権：21歳以上のチェコ市民と、45日以上チェコの住民証を所持するEU加盟国市民
- 議員の任期：5年
- 選挙制度：比例代表制（ドント方式）
- 選挙区：全国1選挙区
- 投票
  - 有権者は政党名簿に対して投票する（拘束名簿）。しかし、選択した政党名簿に記載されている候補者の内、2名までを選好投票することが可能（選考投票の印をつけて投票）。
  - 各政党及び連合に投ぜられた投票の内、5％以上を得た候補者は候補者リストの1位に移動。議席配分は変更後の候補者名簿に基づいて行われる。
- 阻止条項：5％

出典：チェコ（選挙制度）詳細データ 欧州議会選挙 - 2004年以降(現行)（中東欧・旧ソ連諸国の選挙データ）

## 選挙結果
投票日：2004年6月11日 - 12日
| 登録有権者     | 8,283,485 |
| 投票用紙発行数 | 2,346,010 |
| 投票数         | 2,344,290 |
| 投票率         | 28.32%    |
| 有効票数       | 2,332,862 |

| 党派                                                                                | 得票数    | 得票率 | 議席数 | 議席率 |
| ----------------------------------------------------------------------------------- | --------- | ------ | ------ | ------ |
| 市民民主党 ODS                                                                      | 700,942   | 30.04% | 9      | 37.5%  |
| ボヘミア・モラビア共産党 KSČM                                                       | 472,862   | 20.26% | 6      | 25.0%  |
| 独立候補連盟-ヨーロッパ民主党 SNK-ED                                                | 257,278   | 11.02% | 3      | 12.5%  |
| キリスト教民主連合-チェコスロバキア人民党 KDU-ČSL                                   | 223,383   | 9.57%  | 2      | 8.3%   |
| チェコ社会民主党 ČSSD                                                               | 204,903   | 8.78%  | 2      | 8.3%   |
| 独立系 NES (NEZÁVISLÍ)                                                              | 191,025   | 8.18%  | 2      | 8.3%   |
| 緑の党 SZ                                                                           | 73,932    | 3.16%  | 0      | 0.0%   |
| 自由民主同盟 ULD (Unie liberálních demokratů)                                       | 39,655    | 1.69%  | 0      | 0.0%   |
| 右派ブロック PB (Pravý Blok)                                                        | 27,504    | 1.17%  | 0      | 0.0%   |
| その他の政党                                                                        | 141,378   | 5.97%  | 0      | 0.0%   |
| 合計                                                                                | 2,332,862 |        | 24     |        |
| 有効得票率1％未満の政党及び連合の得票については「その他の政党」として一括掲載した。 |           |        |        |        |

出典：Total voting results（チェコ統計局）-2010年4月26日閲覧